# 6e régiment d'artillerie à cheval
Pour les articles homonymes, voir 6e régiment.
Ne doit pas être confondu avec 6e régiment d'artillerie.
Le 6e régiment d'artillerie à cheval (6e à cheval) où 6e régiment d'artillerie légère est un régiment d'artillerie de l'Armée de terre française créé sous la Révolution par la réunion de compagnies de canonniers à cheval créées en 1792. Il est licencié en 1814.

## Création et différentes dénominations
- 20 mai 1794 : Organisation du 6e régiment d'artillerie à cheval[note 1]
- 7 septembre 1814 : Licencié

## Colonels et chefs de corps
- 1er juin 1794 : Louis François Foucher
- 21 octobre 1803 : Jean-Jacques Desvaux
- 3 mai 1804 : Joseph Claude Marguerite de Charbonnel
- 1er mars 1810 : N. de Fontenay
- 29 janvier 1812 : Claude Marion

## Historique des garnisons, combats et batailles

### Guerres de la Révolution et de l'Empire
Le « 6e régiment d'artillerie à cheval » est organisé à Metz, le 20 mai 1794. À l'époque de sa formation, la plupart de ses compagnies étaient en Allemagne à l'armée de Mayence. 
En 1799, 1re, 2e, et 3e compagnies servaient à l'armée d'Italie, et participèrent aux batailles de Magnano et de Cassano durant la campagne d'Italie.

Les 4e, et 5e compagnies qui étaient à l'armées du Rhin furent engagées au combat de Zollhausen, tandis que la 6e compagnie était en garnison à Lyon. 
L'année suivante, les 1re, 2e, 3e et 5e compagnies servaient avec le général Moreau en Italie, et les 4e, et 6e compagnies faisaient partie du corps de réserve établi dans le canton des Grisons.
Le dépôt est transporté au mois d'avril 1802 de Metz à Rennes et le régiment est réorganisé dans cette garnison, conformément à l'arrêté du 4 août 1801. La 1re compagnie prit à ce moment le no 7 et est envoyée dans les Indes orientales. Elle est remplacée au corps par une compagnie provenant du 7e régiment d'artillerie à cheval qui venait d'être licencié.
Le régiment est envoyé à La Fère au commencement de 1804.

Il fournit à la Grande Armée du camp de Boulogne, les 1re, 2e, 3e, 5e et 6e compagnies.

Ces 5 compagnies ont combattu par la suite pendant la campagne d'Allemagne en 1805, à la de Prusse et de Pologne ou elles sont engagées à Iéna en 1806, Eylau, Heilsberg et Friedland en 1807 puis durant la campagne d'Allemagne et d'Autriche en 1809 ou elles participent aux batailles de Ratisbonne, d'Essling et de Wagram.

Pendant la campagne de Russie en 1812, les 1re, 3e, 5e et 6e compagnies étaient attachées au 3e corps des réserves de cavalerie et les 2e et 7e compagnies marchaient avec le 1er corps d'armée.Ces compagnies assistent aux batailles de Smolensk, de La Moskova, de Krasnoï, de Borisov et de Vilna.

En 1813, après la retraite, on retrouve ces compagnies en Allemagne et elles se trouvent engagées à Lützen, Dresde, Leipzig et Hanau.

Enfin, ces compagnies participent à la campagne de France en 1814 et combattent à Fère-Champenoise.
En 1804, les 4e et 8e compagnies envoyées au corps d'observation de la Gironde ont ensuite été employées dans le midi de l'Espagne et en Aragon jusqu'en 1813 ou elles ont participé à la bataille de Talavera en 1809 et au combat de Puerto-Real en 1810. 
En 1809, le dépôt du corps était à Metz où fut re-constituée la 8e compagnie faite prisonnière en Espagne.
La 4e compagnie, rappelée d'Espagne en 1813, alla renforcer l'artillerie de la Grande Armée. La 4e compagnie a été faite prisonnière avec le corps d'armée du maréchal Gouvion Saint-Cyr.
En 1813, la 7e compagnie était à la défense de l'île de France.
En 1814, les débris du régiment sont restés bloqués dans Metz. 
A la rentrée des Bourbons, le 6e régiment d'artillerie à cheval est envoyé à Strasbourg. 
Le 7 septembre 1814, après la première abdication de Napoléon Ier, le 6e régiment d'artillerie à cheval est licencié par le général Valée et ses restes sont incorporés dans le 4e régiment d'artillerie à cheval.

## Sources et bibliographie
- Henri Kauffert : Historique de l'artillerie française
- Louis Susane : Histoire de l'artillerie Française
- Historiques des corps de troupe de l'armée française (1569-1900)
- Etat militaire du corps impérial de l'artillerie de France en 1811 page 367
- French Horse Artillery Regiments and the Colonels Who Led Them 1791-1815